# Медіаосвіта

Постер доповіді проф. Ганни Онкович «Нове в медіаосвіті: Вікідидактика» на V конференції European Conference on Information Literacy в Сен-Мало (Франція), 2017 р.

Медіаосвіта — частина освітнього процесу, спрямована на формування в суспільстві медіакультури, підготовку особистості до безпечної та ефективної взаємодії із сучасною системою масмедіа, включаючи як традиційні (друковані видання, радіо, кіно, телебачення), так і новітні (комп'ютерно опосередковане спілкування, інтернет, мобільна телефонія) медіа з урахуванням розвитку інформаційно-комунікаційних технологій.

## Особливості вживання терміна
Існує певна невизначеність у термінології щодо медіаосвіти. В США терміни «медіаграмотність» (англ. media literacy) та «медіаосвіта» (англ. media education) використовуються паралельно як синоніми, причому перший відоміший широкій публіці.
ЮНЕСКО виділяє «медійну та інформаційну грамотність» (англ. media and information literacy, MIL, укр. МІГ). Водночас МІГ фігурує в англомовних джерелах і під назвами електронна медіаграмотність (англ. digital media literacy), інформаційна грамотність (англ. information literacy), візуальна грамотність (англ. visual literacy), інтернет-грамотність (англ. internet literacy), новинна грамотність (англ. news literacy). Але всі вони зводяться до значення «компетенцій, зосереджених на розвитку умінь шляхом відкриття, та здатності змістовно взаємодіяти з засобами масової інформації та інформаційними каналами в будь-яких формах і технологіях, які вони використовують».
У західних і вітчизняних наукових колах медіаграмотність і медіаосвіта розділяються, медіаграмотність переважно характеризується як результат медіаосвіти. Під медіаосвітою на Заході розуміється використання засобів масової інформації у педагогіці, метою якого є навчання критично-рефлексивному використанню ЗМІ.
В українській педагогіці під медіаосвітою розуміється частина освітнього процесу, спрямована на формування у суспільстві медіакультури. А саме підготовку особистості до безпечної та ефективної взаємодії із сучасною системою масмедіа, включаючи як традиційні медіа (друковані видання, радіо, кіно, телебачення), так і новітні (комп'ютерно опосередковане спілкування, інтернет, мобільна телефонія) з урахуванням розвитку інформаційно-комунікаційних технологій.

## Підстави медіаосвіти
Медійна та інформаційна грамотність зумовлена людською потребою у спілкуванні, обмеженою нерівним доступом до достовірних джерел інформації. Потреба в медіаосвіті виникає, по-перше, через те, що ЗМІ в країнах, що розвиваються, часто перебувають під страхом заборони, репресій і тонших форм переслідування, спотворюють інформацію з огляду на підкуп або кооптацію; по-друге, з'являється багато нових цифрових каналів та платформ обміну інформацією, де вона може бути використана зі злочинною метою.
Медіаосвіта спирається на Грюнвальдську Декларацію медіаосвіти 1982 року, діяльність Глобального альянсу за партнерство у сфері засобів масової інформації та інформаційної грамотності (GAPMIL), заснованого в 2013 році, та ЮНЕСКО загалом. Ключову роль у запровадженні медіаосвіти відіграє саме ЮНЕСКО, апелюючи до статусу ЗМІ як «інструментів активної участі громадян у суспільному житті». Медіаосвіта передбачає використання ЗМІ для доступу до інформації, її розуміння та оцінки, а також створення та використання інформації. Медіаосвіта розглядається як композиція з освіти щодо як традиційних ЗМІ, так і новітніх цифрових.

## Аспекти медіаосвіти
Медіаосвіта включає вироблення технічних навичок роботи зі ЗМІ та ІКТ, критичного ставлення до інформації в них і знання достовірних фактів про медіа.
- Технічні навички — передбачають можливість доступу та використання комп'ютерів, мобільних та інших технічних пристроїв, що надають інформацію зі ЗМІ. Курикулум ЮНЕСКО визначає цей аспект медіаосвіти як «отримання інформації точно й ефективно». У багатьох країнах медіаосвіті проєкти починаються з базових курсів, де надається доступ до медіаресурсів і відбувається навчання користуванню ними.
- Навички декодування вмісту — передбачають можливість деконструювати та аналізувати повідомлення в ЗМІ, відсіювати головне від другорядного та самим створювати медіавміст.
- Знання фактів — знання про те, як медіа змінюють інформацію, як формують громадську думку, яка роль медіа в функціонування спільноти, уряду, громадянського суспільства.

Виділяються також сім вимірів медіаосвіти чи сім компетентностей:
- доступ до медіа та інформації в них;
- використання медіа та інформації в них для використання в повсякденному житті;
- оцінка медіа та інформації в них щодо достовірності, точності та об'єктивності джерел;
- створення медіа та інформації в них;
- участь у медіа, взаємодія з журналістами та редакторами, а також з іншими громадянами через старі та нові ЗМІ;
- знання того, як працюють медіа, інформаційні системи, організації, процедури та ефекти;
- вимогливість до дотримання якості інформації та прав у медіа.

## Медіаосвіта в Україні

### Концепція впровадження медіасвіти

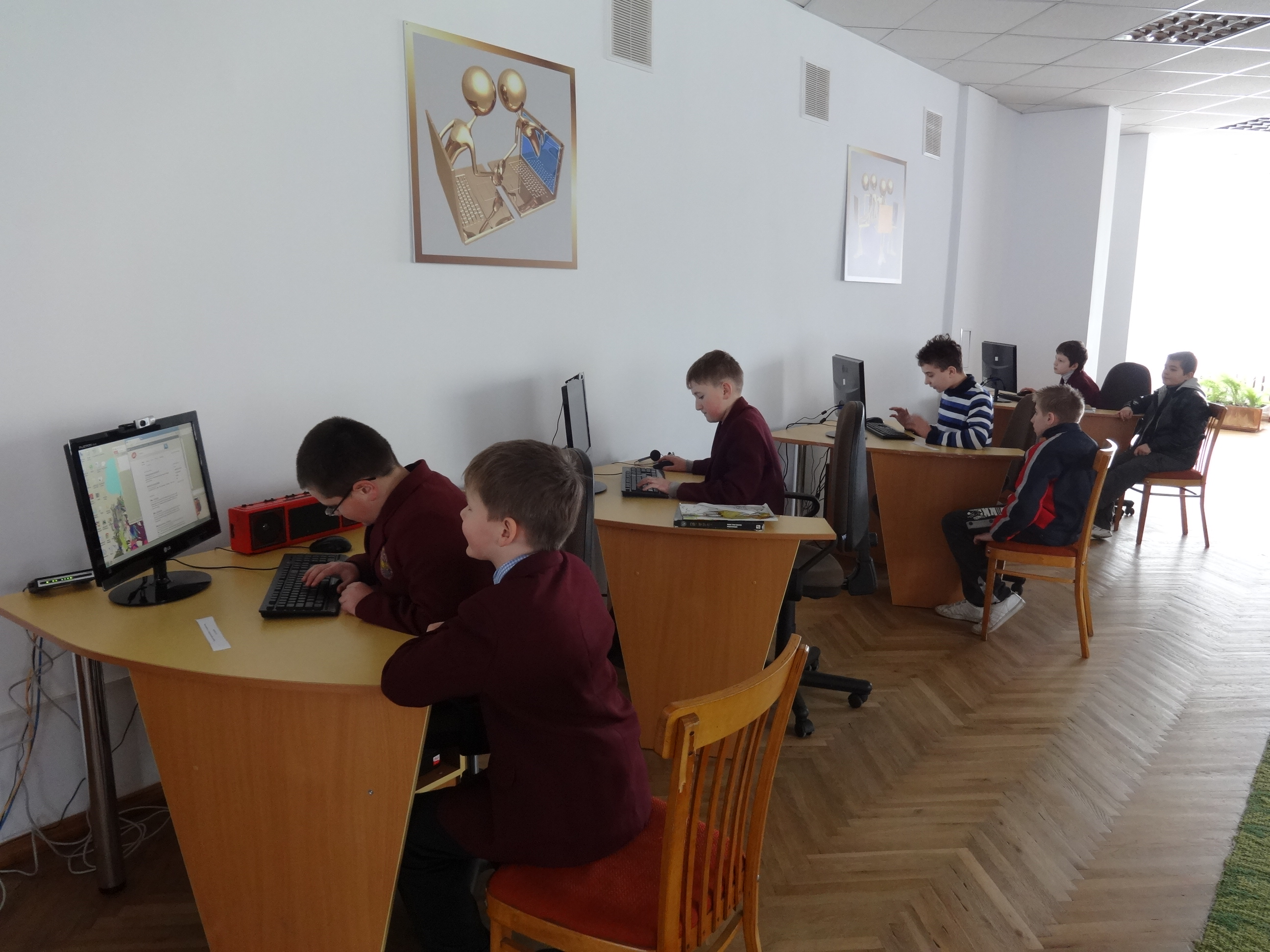
Комп'ютерне заняття в українській школі, 2014 р.

В Україні медіаосвіта спирається на Концепцію впровадження медіаосвіти, схвалену Президією Національної академії педагогічних наук України у 2010 році (і нову редакцію 2016 року). Концепція базується на вивченні стану медіакультури населення України та міжнародному досвіді організації медіаосвіти. Основні положення Концепції відповідають завданням, сформульованим у Паризькій програмі-рекомендаціях з медіаосвіти ЮНЕСКО від 22 червня 2007 року, резолюції Європарламенту щодо медіаграмотності у світі цифрової інформації від 16 грудня 2008 року, Феській декларації ЮНЕСКО з медіаінформаційної грамотності від 17 червня 2011 року, та Паризькій декларації ЮНЕСКО з медіаінформаційної грамотності в цифрову епоху від 28 травня 2014 року. Концепція впровадження медіаосвіти виконується впродовж трьох етапів: 1) експериментального (2010—2016 роки); 2) поступового укорінення медіаосвіти та стандартизації її змісту (2017—2020 роки); 3) дальшого розвитку медіаосвіти та забезпечення її масового впровадження (2021—2025 роки).

### Мета медіаосвіти в Україні
Головною метою медіаосвіти є формування медіакультури особистості в середовищі значущих для неї спільнот, а саме малих груп, родин, навчальних і виробничих колективів, місцевих громад тощо. 

### Принципи медіаосвіти
Медіаосвіта спирається на низку принципів:
Особистісний соціально-психологічний підхід. Медіаосвіта базується на актуальних медіапотребах учнів з урахуванням їхніх вікових, індивідуальних та соціально-психологічних особливостей, наявних медіа-уподобань і рівня сформованості медіакультури особистості та її найближчого соціального оточення.
Перманентне оновлення змісту. Зміст медіаосвіти постійно оновлюється відповідно до розвитку технологій, змін у системі мас-медіа, стану медіакультури суспільства та окремих його верств. Використовуються актуальні інформаційні прецеденти, поточні новини, сучасні комплексні медіафеномени, популярні в молодіжному середовищі. При здійсненні медіаосвіти забезпечується баланс між актуальною сьогоденністю та історичними надбаннями.
Орієнтація на розвиток інформаційно-комунікаційних технологій. Медіаосвіта спирається на передові досягнення інформаційно-комунікаційних технологій, використовує їх для організації роботи медіапедагогів, формування спільних інформаційних ресурсів, полегшення комунікації та координації в середовищі взаємодії учасників медіаосвітнього руху. Медіаосвіта враховує розвиток новітніх медіа.
Пріоритет морально-етичних цінностей. Медіаосвіта спрямована на захист суспільної моралі і людської гідності, протистоїть жорстокості і різним формам насильства, сприяє утвердженню загальнолюдських цінностей, зокрема ціннісному ставленню особистості до суспільства і держави, до людей, природи, мистецтва, праці та самої себе.
Пошанування національних традицій. Медіаосвіта базується на врахуванні національної та етнолінгвістичної специфіки медіапотреб учнів і педагогів, забезпечуючи паритетність їхньої взаємодії і конструктивність діалогу. Медіаосвіта спрямована на розвиток національної культури, сприяє зростанню престижності україномовного спілкування.
Патріотизм. Медіаосвіта в Україні є важливим засобом формування і зміцнення національної ідентичності, консолідації суспільства, формування свідомої громадянської патріотичної позиції особистості. Медіаосвіта передбачає забезпечення процесу національно патріотичного виховання молоді за допомогою застосування різноформатного медіаконтенту патріотичного змісту та формування інструментальних умінь критичного сприймання, аналітичного опрацювання медійних повідомлень, оцінювання їх достовірності та об'єктивності, а також набуття нових смислів, зміцнення патріотичних почуттів. Розвинена медіаінформаційна грамотність стає невід'ємною складовою конструктивного патріотичного світогляду особистості в умовах інформаційної доби.
Громадянська спрямованість. Медіаосвіта, в міру набуття нею форми медіаосвітнього руху, сприяє розвитку в країні громадянського суспільства. Вона спирається на потенціал громадських об'єднань і асоціацій, узгоджує свої зусилля з розвитком інших громадських рухів. При цьому медіа-інформаційна грамотність громадян перетворюється на важливий складник політичної культури суспільства.
Естетична наснаженість. Медіаосвіта широко використовує кращі досягнення різних форм сучасного мистецтва та естетичного виховання засобами образотворчого мистецтва, музики, художньої літератури, кіно, фольклорних практик, розвивається з урахуванням потенціалу існуючих у суспільстві загалом і на місцевому рівні інституцій та окремих проектів мистецького профілю.
Продуктивна мотивація. У межах медіаосвіти поєднуються акценти на творче сприймання медіа і розвиток здатності учня створювати власну медіапродукцію. Виробництво в медіаосвітньому процесі медіапродукту з метою його подальшого використання в спільноті, на фестивалях, конкурсах тощо сприяє формуванню продуктивної мотивації учасників медіаосвітнього процесу.

### Форми медіаосвіти
Медіаосвіта в Україні здійснюється в таких формах: дошкільна, шкільна, позашкільна, медіаосвіта у вищій школі, батьківська медіаосвіта, медіаосвіта дорослих і, окремо, неформальна медіаосвіта дітей і дорослих.

### Портал «Медіаосвіта і медіаграмотність»
У 2013 році на базі он-лайн бібліотеки з медіаосвіти Міжнародного благодійного фонду «Академія української преси» створено портал «Медіаосвіта і медіаграмотність» [Архівовано 23 квітня 2022 у Wayback Machine.]. Він став  інтерактивною платформою для спілкування медіапедагогів з метою сприяння відкритості та публічності процесів у медіаосвітньому середовищі. 
Структура порталу складається з спеціальних розділів:
- для вихователів,
- для вчителів середньої школи (з градацією по групам класів),
- для викладачів ВНЗ,
- для бібліотекарів,
- для медіаспоживачів.

На порталі розміщуються новини медіаосвіти, плани уроків, презентації тощо, поповнюється електронна бібліотека, календар подій.
З 2019 року на порталі почали публікуватися матеріали з міжнародного досвіду впровадження медіаграмотності.

### Медіаосвітні ігри
22 травня 2014 року у Києві Академія української преси спільно з Інститутом інноваційних технологій і змісту освіти МОН України у партнерстві з Центральною бібліотекою для юнацтва презентували онлайн-гру «Медіазнайко» - першу навчальну гру з медіаосвіти в Україні.